# Território de Jefferson

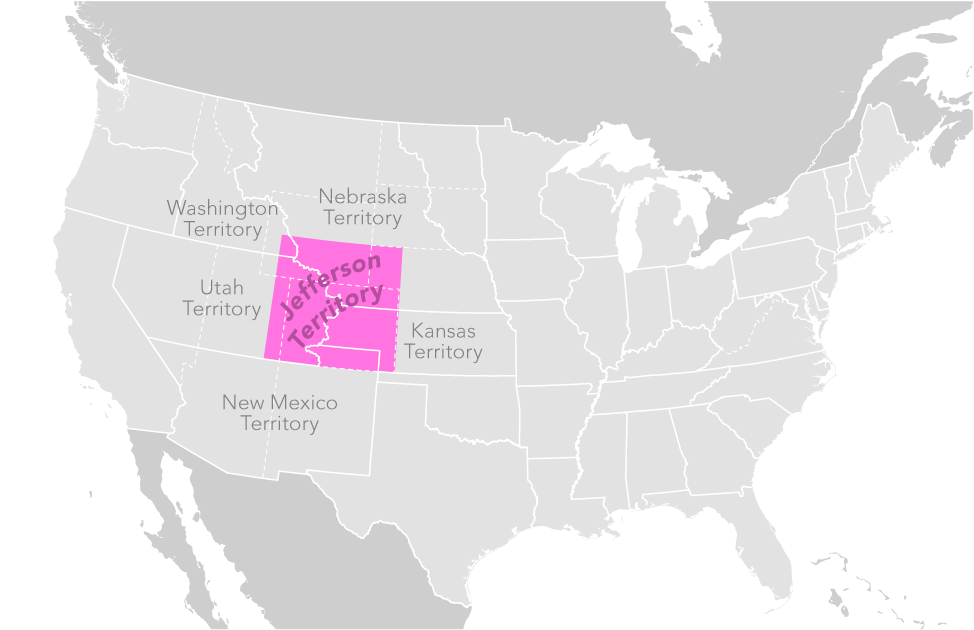
Localização do Território de Jefferson

O Território de Jefferson foi um território não-reconhecido pelo governo federal (e de carácter extra-legal) dos Estados Unidos e que existiu de facto de 24 de outubro de 1859 até à criação do Território do Colorado em 28 de fevereiro de 1861. Era constituído por terras que faziam oficialmente parte do Território do Kansas, do Território do Nebraska, do Território do Utah e do Território de Washington, mas estava longe de todos os centros de governo destes territórios.
No dia da sua "fundação", foram realizadas eleições para formação do governo local, e o prospetor mineiro Robert Williamson Steele tornou-se o primeiro e único governador do Território de Jefferson; a capital do Território foi primeiro Denver (de 24 de outubro de 1859 até 12 de novembro de 1860) e depois Golden (de 13 de novembro de 1860 a 6 de junho de 1861). 
O governo do Território de Jefferson, embora democraticamente eleito, nunca foi reconhecido pelo governo dos Estados Unidos. Várias das iniciativas legislativas levadas a cabo no período de 16 meses em que existiu foram reaproveitadas e validades pela Assembleia Geral do Colorado em 1861.

## Condados
Em 29 de novembro de 1859 a área do Território de Jefferson foi subdividida em 12 condados:
1. Condado de Cheyenne County, hoje Condado de Laramie no Wyoming
2. Condado de St. Vrain, hoje Condado de Weld no Colorado
3. Condado de Arrappahoe, hoje dividido entre o Condado de Arapahoe, Condado de Adams e a Cidade e condado de Denver no Colorado
4. Condado de El Paso, hoje dividido entre o Condado de El Paso e o Condado de Pueblo, no Colorado
5. Condado de Fountain, incluía a maior parte do sudeste do atual Colorado
6. Condado de Park, hoje Condado de Park no Colorado
7. Condado de Saratoga, hoje dividido entre o Condado de Grand e o Condado de Summit no Colorado
8. Condado de North, hoje Condado de Jackson no Colorado
9. Condado de Jefferson, hoje Condado de Jefferson no Colorado
10. Condado de Jackson, hoje Condado de Boulder no Colorado
11. Condado de Heele, hoje Condado de Larimer no Colorado
12. Condado de Mountain, hoje dividido entre o Condado de Gilpin e o Condado de Clear Creek no Colorado